# Next Gen Cup (calcio)
La Next Gen Cup, nota anche come Reliance Foundation Premier League Next Gen Cup per ragioni di sponsorizzazione, è una competizione calcistica giovanile internazionale, organizzata da Premier Soccer League, Football Association e All India Football Federation.

## Storia
Nel 2019, come parte dell'iniziativa Premier League Youth Games, i giovani giocatori dell'Arsenal e del Leicester City hanno visitato l'India per giocare contro le squadre giovanili dell'RFYC e del Mumbai City.
La prima edizione della Next Generation Cup è stata organizzata al Reliance Coperate Park di Navi Mumbai, dove hanno preso parte alla competizione 6 squadre, di cui tre Under-15 della Indian Super League e tre Under-14 della Premier League.
Dall'edizione 2022 il torneo è organizzato per tutte le società partecipanti a livello Under-21.

## Formato
Tutte le partite si giocano nei campi principali del paese ospitante, che varia tra: Sudafrica, India e Inghilterra a seconda dell'edizione. La fase di campionato è composta da otto squadre, ciascuna delle quali gioca contro tre delle altre sette squadre. Queste squadre sono divise in due gironi e le partite d vengono decise in base alle loro posizioni nei rispettivi gironi. Oltre al sistema di punteggio e partita regolare, dopo ogni partita si tengono i tiri di rigore, indipendentemente dal risultato, che assegnano un punto bonus nella classifica alla squadra vincitrice.

## Albo d'oro
| Edizione | Vincitore                 | Città ospitante  |
| -------- | ------------------------- | ---------------- |
| 2020     | Chelsea                   | Mumbai           |
| 2022     | Stellenbosch West Ham Utd | Leicester Londra |
| 2023     | Wolverhampton             | Mumbai           |
| 2024     | Stellenbosch              | Londra           |